# Cozia Nationalpark
Cozia Nationalpark (rumænsk: Parcul Național Cozia) (nationalpark kategori II IUCN) er beliggende i Rumænien, i den nordøstlige del af distriktet Vâlcea, i administrativt området omkring Brezoi, Călimănești, Racoviţa, Perișani, Sălătrucel og Berislăvești.

## Beliggenhed
Nationalparken ligger i den centrale-sydlige del af de sydlige Karpater, i de sydøstlige Lotru-bjerge og øst for Căpățânii-bjergene ved Olt-flodens midterste løb.

## Beskrivelse
Cozia Nationalpark har et areal på 171 km2  og blev erklæret et beskyttet naturområde ved lov nr. 5 af 6. marts 2000 (publiceret i den rumænske officielle avis, Monitorul Oficilal, nr. 152 den 12. april 2000) og repræsenterer et bjergrigt område med flora og fauna specifikt for de sydlige Karpater. Udover sit ejendommelige aspekt af flora-elementer, har Cozia National Park et stort antal lavarter. Mustafa Yavuz og Dr. Gülşah Çobaoglu fra Tyrkiet studerede lavfloraen i Cozia Nationalpark i 2007  I 2017 blev to gamle skove indskrevet i det tværnationale UNESCO verdensarvssted, Gamle oprindelige bøgeskove i Karpaterne og andre regioner i Europa.